# Flums-Kleinberg
Flums-Kleinberg ist eine von drei Ortsgemeinden der  politischen Gemeinde Flums im Wahlkreis Sarganserland im Schweizer Kanton St. Gallen.  Sie liegt am Berghang oberhalb von Flums südöstlich des Schilstals.
Flums-Kleinberg hat rund 500 Ortsbürger.

## Ortschaften

Vorne links Berghotel Schönhalden, in der Bildmitte Flumserberg-Saxli. Luftaufnahme von Werner Friedli, 1948

Die Ortsgemeinde Flums-Kleinberg umfasst zwei Ortschaften:
| PLZ  | Ortschaft           | Höhe        | Einwohner (1. Juli 2022) |
| ---- | ------------------- | ----------- | ------------------------ |
| 8894 | Flumserberg Saxli   | 720 m ü. M. | 232                      |
| 8895 | Flumserberg Portels | 741 m ü. M. | 257                      |

## Geschichte
Die Ortsgemeinde Flums-Kleinberg wurde am 15. April 1819 als Korporation Flums-Kleinberg gegründet. Kurz nach der Gründung des Kantons gelangten im Februar 1806 arme Bürger der Gemeinde Flums mit einer Petition an den Regierungsrat des Kantons St. Gallen. Sie wollten Alpen und Allmenden benutzen, obwohl sie kein Vieh besassen. Zusätzlich erwarteten sie für die Nichtnutzung der Alp- und Allmendweiden eine Entschädigung. Die Lösung wurde in der Aufteilung des Gemeindebesitzes in vier Korporationen gefunden, die heute noch als Ortsgemeinden Bestand haben. Diese Korporationen wurden durch ein Gesetz zur neuen Verfassung des Kantons St. Gallen des Jahres 1832 in den Stand von Ortsgemeinden erhoben.
Ungeteilt blieb der 40 Hektaren umfassende Maltinawald oberhalb von Flums auf der Kleinbergerseite. Er bildet die Ökonomische Gemeinde Flums.

## Infrastruktur
Die Primarschule Kleinberg in Flumserberg Saxli ist eine Mehrklassenschule mit einem Kindergarten, einer Unterstufen- und einer Mittelstufenklasse.
Eine vom Bahnhof Flums ausgehende Postautolinie führt in den Hauptverkehrszeiten nach Saxli und  Portels. Eine 2407 Meter lange Pendelbahn mit je zwei gekuppelten Vierer-Kabinen verbindet Saxli (640 m ü. M.) mit dem Berghotel Schönhalden (1500 m ü. M.).

## Wirtschaft
Die Ortsgemeinde Flums-Kleinberg besitzt 558 Hektaren Kultur- und Weideland sowie 379 Hektaren Wald. Auf der Alp Wildenberg  werden 100 Milchkühe und 85 Stück Galtvieh gesömmert. Die Milch wird zu Alpkäse, Butter und Rahm verarbeitet.
Die Alp Gafröa  wird mit 32 Milch-, 14 Galtkühen und 10 schottischen Hochlandrindern bestossen. Auf dem tiefergelegenen Heidenberg werden 12 Galtkühe und 10 Ziegen gesömmert.
Auf der Alp Egg/Sässli  weiden Galtkühe, Rinder und Mutterkühe mit ihren Kälbern.
Auf dem Ochsenälpli , in der Cheer  und in der Halde  betreut ein Hirte mit zwei Herdenschutzhunden rund 667 Schafe.
Der Wald mit einem Anteil von rund 75 Prozent Fichte hat einen Hiebsatz von 1700 m³. Auf rund 80 Prozent der Fläche übt er vorwiegend eine Schutzfunktion aus. Die verschiedenen Waldarbeiten erfolgen durch lokale Unternehmer.

## Persönlichkeiten
- Thabo Beeler (* 1978), Informatiker und Visual-Effects-Künstler